# Andreas Förster (Journalist)
Andreas Förster (* 1958) ist ein deutscher Journalist und Autor.
Förster leistete seinen Wehrdienst beim Wachregiment „Feliks Dzierzynski“ des Ministeriums für Staatssicherheit. Spätere Anwerbeversuche des Ministeriums für Staatssicherheit lehnte er ab.
Er ist journalistisch unter anderem für die Berliner Zeitung, die Frankfurter Rundschau und Cicero sowie den Freitag tätig.

## Werke
- Schatzräuber. Die Suche der Stasi nach dem Gold der Nazizeit. Ch. Links, Berlin 2000, ISBN 3-86153-204-2.
- (Hrsg.): Geheimsache NSU. Zehn Morde, von Aufklärung keine Spur. Klöpfer und Meyer, Tübingen 2014, ISBN 978-3-86351-086-2.
- Eidgenossen contra Genossen. Wie der Schweizer Nachrichtendienst DDR-Händler und Stasi-Agenten überwachte. Ch. Links, Berlin 2016, ISBN 978-3-86153-873-8.
- Zielobjekt Rechts. Wie die Stasi die westdeutsche Neonaziszene unterwanderte. Ch. Links, Berlin 2018, ISBN 978-3-86153-987-2.